# Tiro esportivo nos Jogos Pan-Americanos de 2015
As competições de tiro esportivo nos Jogos Pan-Americanos de 2015 foram realizadas entre 12 e 19 de julho no Centro Pan-Americano de Tiro, em Innisfil. Quinze eventos concederam medalhas, sendo nove para homens e seis para mulheres, divididos nas modalidade do tiro ao prato, da carabina e da pistola.

## Calendário
| Julho          | 7 | 8 | 9 | 10 | 11 | 12 | 13 | 14 | 15 | 16 | 17 | 18 | 19 | 20 | 21 | 22 | 23 | 24 | 25 | 26 |
| -------------- | - | - | - | -- | -- | -- | -- | -- | -- | -- | -- | -- | -- | -- | -- | -- | -- | -- | -- | -- |
| Tiro esportivo |   |   |   |    |    | 2  | 3  | 1  | 2  | 1  | 2  | 2  | 2  |    |    |    |    |    |    |    |

|  | Dia de competição |  | Dia de final |

## Medalhistas
Masculino
| Evento                               | Ouro                            | Prata                                  | Bronze                             |
| ------------------------------------ | ------------------------------- | -------------------------------------- | ---------------------------------- |
| Pistola de ar 10 m detalhes          | Felipe Wu BRA Brasil            | Jay Shi USA Estados Unidos             | Mario Vinueza ECU Equador          |
| Tiro rápido 25 m detalhes            | Brad Balsley USA Estados Unidos | Emerson Duarte BRA Brasil              | Douglas Gómez VEN Venezuela        |
| Pistola 50 m detalhes                | Júlio Almeida BRA Brasil        | Jorge Grau CUB Cuba                    | Marko Carrillo PER Peru            |
| Carabina de ar 10 m detalhes         | Connor Davis USA Estados Unidos | Julio Iemma VEN Venezuela              | Bryant Wallizer USA Estados Unidos |
| Carabina deitado 50 m detalhes       | Cássio Rippel BRA Brasil        | Michael McPhail USA Estados Unidos     | Michel Dion CAN Canadá             |
| Carabina três posições 50 m detalhes | Reynier Estopiñán CUB Cuba      | George Norton USA Estados Unidos       | Ryan Anderson USA Estados Unidos   |
| Fossa olímpica detalhes              | Francisco Boza PER Peru         | Fernando Borello ARG Argentina         | Danilo Caro COL Colômbia           |
| Fossa dublê detalhes                 | Hebert Brol GUA Guatemala       | Sergio Piñero DOM República Dominicana | Enrique Brol GUA Guatemala         |
| Skeet detalhes                       | Thomas Bayer USA Estados Unidos | Dustin Perry USA Estados Unidos        | Juan Rodríguez CUB Cuba            |

Feminino
| Evento                               | Ouro                              | Prata                                | Bronze                              |
| ------------------------------------ | --------------------------------- | ------------------------------------ | ----------------------------------- |
| Pistola de ar 10 m detalhes          | Linda Kiejko CAN Canadá           | Alejandra Zavala MEX México          | Lilian Castro ESA El Salvador       |
| Pistola 25 m detalhes                | Lynda Kiejko CAN Canadá           | Sandra Uptagrafft USA Estados Unidos | Mariana Nava MEX México             |
| Carabina de ar 10 m detalhes         | Goretti Zumaya MEX México         | Fernanda Russo ARG Argentina         | Eglys de la Cruz CUB Cuba           |
| Carabina três posições 50 m detalhes | Eglys de la Cruz CUB Cuba         | Amelia Fournel ARG Argentina         | Yarimar Mercado PUR Porto Rico      |
| Fossa olímpica detalhes              | Amanda Chudoba CAN Canadá         | Kayle Browning USA Estados Unidos    | Kimberley Bowers USA Estados Unidos |
| Skeet detalhes                       | Kimberly Rhode USA Estados Unidos | Melisa Gil ARG Argentina             | Francisca Crovetto CHI Chile        |

## Quadro de medalhas
| Ordem | País                     | Medalha de ouro | Medalha de prata | Medalha de bronze |    |
| ----- | ------------------------ | --------------- | ---------------- | ----------------- | -- |
| 1     | USA Estados Unidos       | 4               | 6                | 3                 | 13 |
| 2     | BRA Brasil               | 3               | 1                |                   | 4  |
| 3     | CAN Canadá               | 3               |                  | 1                 | 4  |
| 4     | CUB Cuba                 | 2               | 1                | 2                 | 5  |
|       | MEX México               | 1               | 1                | 1                 | 3  |
| 6     | GUA Guatemala            | 1               |                  | 1                 | 2  |
|       | PER Peru                 | 1               |                  | 1                 | 2  |
| 8     | ARG Argentina            |                 | 4                |                   | 4  |
| 9     | VEN Venezuela            |                 | 1                | 1                 | 2  |
| 10    | DOM República Dominicana |                 | 1                |                   | 1  |
| 11    | CHI Chile                |                 |                  | 1                 | 1  |
|       | COL Colômbia             |                 |                  | 1                 | 1  |
|       | ECU Equador              |                 |                  | 1                 | 1  |
|       | ESA El Salvador          |                 |                  | 1                 | 1  |
|       | PUR Porto Rico           |                 |                  | 1                 | 1  |
| TOTAL | TOTAL                    | 15              | 15               | 15                | 45 |